# Nati nel 1956/Maggio
| Questa pagina contiene informazioni ricavate automaticamente dalle voci biografiche con l'ausilio del template Bio e di un bot. L'aggiornamento è periodico e automatico e ricostruisce completamente la pagina. Se manca una persona in questa lista, sei pregato di non aggiungerla, ma accertati piuttosto che la sua voce biografica contenga il template Bio e che i dati anagrafici siano correttamente compilati. Se il template Bio manca, inseriscilo tu stesso o, in alternativa, metti l'avviso {{tmp\|Bio}} che ne segnala la mancanza. Se i dati riportati sono sbagliati, correggi direttamente la voce biografica; le modifiche saranno visibili in questa lista entro pochi giorni. Per chiarimenti vedi il progetto biografie. La lista contiene solo le 288 persone che sono citate nell'enciclopedia e per le quali è stato implementato correttamente il template Bio. Pagina aggiornata al 10 ago 2025. |

- 1º maggio - Edin Bahtić, ex calciatore jugoslavo
- 1º maggio - Danilo De Girolamo, attore, doppiatore e direttore del doppiaggio italiano († 2012)
- 1º maggio - Phil Foglio, fumettista e disegnatore statunitense
- 1º maggio - Catherine Frot, attrice francese
- 1º maggio - Saverio Guarna, direttore della fotografia italiano
- 1º maggio - Faustino Imbali, politico guineense
- 1º maggio - Alexander Ivanov, scacchista statunitense
- 1º maggio - Glan Letheren, calciatore gallese († 2024)
- 1º maggio - Ahmad Diyāʾ Masʿud, politico afghano
- 1º maggio - Tim Sale, fumettista statunitense († 2022)
- 1º maggio - Sergio Vignoni, dirigente sportivo italiano
- 2 maggio - Yasushi Akimoto, produttore discografico, autore televisivo e paroliere giapponese
- 2 maggio - Walter Calloni, batterista italiano
- 2 maggio - Paola Frassinetti, politica italiana
- 2 maggio - Sibi Malayil, regista indiano
- 2 maggio - Roger McNamee, imprenditore e musicista statunitense
- 2 maggio - Sergio Mimica-Gezzan, regista statunitense
- 2 maggio - Vasile Pușcașu, ex lottatore rumeno
- 2 maggio - David Rhodes, chitarrista e compositore britannico
- 2 maggio - Mike Robinson, designer statunitense
- 3 maggio - Natal'ja Eduardovna Andrejčenko, attrice russa
- 3 maggio - Jean-Pierre Kotta, ex cestista centrafricano
- 3 maggio - Raúl Lozano, allenatore di pallavolo argentino
- 3 maggio - Luigi Olivieri, politico italiano
- 3 maggio - Patrick Phiri, ex calciatore e allenatore di calcio zambiano
- 3 maggio - Gillian Rolton, cavallerizza australiana († 2017)
- 3 maggio - Carlo Rovelli, fisico, saggista e divulgatore scientifico italiano
- 3 maggio - Evgenij Sidorov, allenatore di calcio e ex calciatore sovietico
- 3 maggio - Cliff Thrift, ex giocatore di football americano statunitense
- 3 maggio - Akio Toyoda, imprenditore e dirigente d'azienda giapponese
- 4 maggio - Gianni Bortoletto, allenatore di calcio italiano
- 4 maggio - Pepa Calvet, ex cestista spagnola
- 4 maggio - Silvano Cervato, ciclista su strada italiano († 1981)
- 4 maggio - Michael Landon Gernhardt, ex astronauta e ingegnere statunitense
- 4 maggio - David Guterson, scrittore, docente e poeta statunitense
- 4 maggio - Sharon Jones, cantante statunitense († 2016)
- 4 maggio - Arnold Lanni, produttore discografico, chitarrista e pianista canadese
- 4 maggio - Ulrike Meyfarth, ex altista tedesca
- 4 maggio - Pasquale Terracciano, diplomatico e ambasciatore italiano
- 5 maggio - Mara Cubeddu, cantante italiana
- 5 maggio - Lisa Eilbacher, attrice statunitense
- 5 maggio - Marva Hicks, cantante e attrice statunitense († 2022)
- 5 maggio - Gulshan Kumar, produttore cinematografico e produttore discografico indiano († 1997)
- 5 maggio - Joachim Lätsch, attore tedesco
- 5 maggio - Linda Laura Sabbadini, statistica italiana
- 6 maggio - Sujata Bhatt, poetessa e traduttrice indiana
- 6 maggio - Louis Bullard, giocatore di football americano statunitense († 2010)
- 6 maggio - George Dewsnip, ex calciatore inglese
- 6 maggio - Sergej Kosenko, ex schermidore sovietico
- 6 maggio - Barbara Krug, ex velocista tedesca
- 6 maggio - Robert Legato, effettista statunitense
- 6 maggio - Leana Pignedoli, politica italiana
- 6 maggio - Roland Wieser, ex marciatore tedesco
- 6 maggio - Marco Zanon, ex biatleta italiano
- 7 maggio - Jan Peter Balkenende, politico olandese
- 7 maggio - S. Scott Bullock, doppiatore e attore statunitense
- 7 maggio - Steve Diggle, chitarrista e bassista britannico
- 7 maggio - Anne Dudley, compositrice britannica
- 7 maggio - Valerie Foushee, politica statunitense
- 7 maggio - Joel B. Green, biblista e teologo statunitense
- 7 maggio - Hercules, wrestler statunitense († 2004)
- 7 maggio - Kōji Hoshino, produttore cinematografico giapponese
- 7 maggio - Nicholas Hytner, regista e direttore artistico britannico
- 7 maggio - Vladimir Lisin, imprenditore russo
- 7 maggio - Wilma Seghetti, ex calciatrice italiana
- 7 maggio - Dariusz Wolski, direttore della fotografia polacco
- 7 maggio - Parla Şenol, attrice e cantante turca
- 7 maggio - Stanisław Żółtek, politico polacco
- 8 maggio - Cristina Comencini, regista, sceneggiatrice e drammaturga italiana
- 8 maggio - Ken Greene, ex giocatore di football americano statunitense
- 8 maggio - Rick Jaffa e Amanda Silver, sceneggiatore e produttore cinematografico statunitense
- 8 maggio - Dumitru Moraru, ex calciatore rumeno
- 8 maggio - Sylvestre Ntibantunganya, politico burundese
- 8 maggio - Victor Pițurcă, allenatore di calcio e ex calciatore romeno
- 8 maggio - Patrizia Pozzi, filosofa italiana († 2021)
- 8 maggio - Davie Provan, ex calciatore britannico
- 8 maggio - Richard Wilson, allenatore di calcio e ex calciatore neozelandese
- 8 maggio - Jeff Wincott, attore e artista marziale canadese
- 9 maggio - Cesare Alpini, storico dell'arte italiano
- 9 maggio - Frank Andersson, lottatore svedese († 2018)
- 9 maggio - Steve Barron, regista, sceneggiatore e produttore cinematografico irlandese
- 9 maggio - Marco Boglione, imprenditore italiano
- 9 maggio - Marco Caporali, poeta, traduttore e critico teatrale italiano
- 9 maggio - Wendy Crewson, attrice canadese
- 9 maggio - Jacques Généreux, economista e politico francese
- 9 maggio - Elmer Wayne Henley, serial killer statunitense
- 9 maggio - Sonja Jeannine, attrice austriaca
- 9 maggio - Giovanni Lanfranco, ex pallavolista italiano
- 9 maggio - Mary Mapes, giornalista statunitense
- 9 maggio - Javier Navarrete, compositore spagnolo
- 9 maggio - Günter Schliwka, sollevatore tedesco orientale († 2023)
- 9 maggio - Rafael Torres, ex giocatore di calcio a 5 spagnolo
- 10 maggio - Susanne Augustesen, ex calciatrice danese
- 10 maggio - Susanna Blättler, giornalista e autrice televisiva italiana
- 10 maggio - Yves Jacques, attore canadese
- 10 maggio - Andrej Krylov, ex nuotatore sovietico
- 10 maggio - Vladislav Nikolaevič List'ev, giornalista russo († 1995)
- 10 maggio - Stefano Marroni, giornalista italiano
- 10 maggio - Paige O'Hara, attrice, cantante e doppiatrice statunitense
- 10 maggio - Jonathan Roberts, sceneggiatore e produttore televisivo statunitense
- 10 maggio - Sara Sperati, attrice e cantante italiana
- 10 maggio - Marino Zorzato, politico italiano
- 11 maggio - Aniello Di Nardo, politico italiano
- 11 maggio - Nancy Hower, attrice e regista televisiva statunitense
- 11 maggio - Antonio Polito, giornalista e politico italiano
- 11 maggio - Stefano Sabelli, attore, regista teatrale e drammaturgo italiano
- 11 maggio - Antanas Sireika, ex cestista e allenatore di pallacanestro lituano
- 12 maggio - Evaristo Beccalossi, dirigente sportivo e ex calciatore italiano
- 12 maggio - Jānis Bojārs, pesista sovietico († 2018)
- 12 maggio - John Carlin, giornalista e scrittore britannico
- 12 maggio - Claudio Fattoretto, doppiatore italiano († 2013)
- 12 maggio - Bernie Federko, ex hockeista su ghiaccio canadese
- 12 maggio - Zenón Franco Ocampos, scacchista paraguaiano († 2024)
- 12 maggio - Sergio Marchi, politico e diplomatico canadese
- 12 maggio - Vlastimir Mijović, giornalista bosniaco († 2022)
- 12 maggio - Greg Phillinganes, tastierista e cantautore statunitense
- 12 maggio - Vladimir Sal'do, politico e militare russo
- 12 maggio - Luigi Vicinanza, giornalista e politico italiano
- 12 maggio - Ernst Walch, politico liechtensteinese
- 12 maggio - Tim de Zeeuw, astronomo olandese
- 13 maggio - Vjekoslav Bevanda, politico bosniaco
- 13 maggio - Óscar Roberto Domínguez Couttolenc, arcivescovo cattolico messicano
- 13 maggio - Kenneth Eriksson, ex pilota di rally svedese
- 13 maggio - Bernd Förster, ex calciatore tedesco
- 13 maggio - Nerida Gregory, ex tennista australiana
- 13 maggio - Aleksandr Jur'evič Kaleri, cosmonauta russo
- 13 maggio - Ugo Mancini, storico italiano
- 13 maggio - Fred Melamed, attore e comico statunitense
- 13 maggio - Antonio Rugghia, politico italiano
- 13 maggio - Maurizio Sottana, allenatore di pallacanestro italiano
- 13 maggio - Kirk Thornton, attore, regista e doppiatore statunitense
- 14 maggio - Roberto Cosolini, politico italiano
- 14 maggio - Pierre Danon, imprenditore francese
- 14 maggio - Refik Memišević, lottatore serbo († 2004)
- 14 maggio - Ivan Novelli, giornalista, attivista e ambientalista italiano
- 14 maggio - Maria Luisa Vincenzoni, giornalista italiana († 2023)
- 15 maggio - Adílio, calciatore, giocatore di calcio a 5 e allenatore di calcio brasiliano († 2024)
- 15 maggio - Greg Bunch, ex cestista statunitense
- 15 maggio - Guy Clair, fumettista belga († 2013)
- 15 maggio - Gino Iorgulescu, ex calciatore rumeno
- 15 maggio - Jeff Meckstroth, giocatore di bridge statunitense
- 15 maggio - Marie-Pascale Osterrieth, regista, produttrice cinematografica e sceneggiatrice francese
- 15 maggio - Nadežda Vasil'evna Pavlova, coreografa e ballerina russa
- 15 maggio - Maria Tereza Boscariol, ex cestista brasiliana
- 15 maggio - Mirek Topolánek, ingegnere, manager e politico ceco
- 15 maggio - Freeman Williams, cestista statunitense († 2022)
- 16 maggio - Serhij Andrjejev, ex calciatore e allenatore di calcio sovietico
- 16 maggio - Carmelo Bagnato, allenatore di calcio e ex calciatore italiano
- 16 maggio - Keith Butler, ex giocatore di football americano e allenatore di football americano statunitense
- 16 maggio - Paolo Caruso, percussionista italiano
- 16 maggio - Carl Kilpatrick, ex cestista statunitense
- 16 maggio - Antonella Morea, attrice, cantante e regista teatrale italiana
- 16 maggio - Alexandra Wong, attivista cinese
- 16 maggio - Sandra Zampa, giornalista e politica italiana
- 17 maggio - Marco Steiner, scrittore italiano
- 17 maggio - Mieczysław Młynarski, cestista e allenatore di pallacanestro polacco († 2025)
- 17 maggio - Annise Parker, imprenditrice e politica statunitense
- 17 maggio - Fernando Quirarte, allenatore di calcio e ex calciatore messicano
- 17 maggio - Bob Saget, attore, conduttore televisivo e comico statunitense († 2022)
- 17 maggio - Lee Shelley, ex schermidore statunitense
- 17 maggio - Dave Sim, fumettista canadese
- 17 maggio - Mark Smith, ex schermidore statunitense
- 17 maggio - Sugar Ray Leonard, ex pugile statunitense
- 17 maggio - Tino Tracanna, sassofonista e musicista italiano
- 18 maggio - Philip Arnold Subira Anyolo, arcivescovo cattolico keniota
- 18 maggio - Tatjana Blacher, attrice tedesca
- 18 maggio - Larry Boston, ex cestista statunitense
- 18 maggio - Fabio Bovolenta, ex giocatore di curling italiano
- 18 maggio - Catherine Corsini, regista e sceneggiatrice francese
- 18 maggio - José Eugenio Hernández, allenatore di calcio e ex calciatore colombiano
- 18 maggio - Jean Mbarga, arcivescovo cattolico camerunese
- 18 maggio - Tom Schneeberger, ex pallamanista e ex cestista statunitense
- 18 maggio - Lothar Thoms, pistard tedesco († 2017)
- 19 maggio - José Ramón Alexanko, dirigente sportivo, allenatore di calcio e ex calciatore spagnolo
- 19 maggio - Aleksandr Beglov, politico russo
- 19 maggio - Ramona Dell'Abate, conduttrice televisiva italiana
- 19 maggio - Jan Fiala, allenatore di calcio e ex calciatore cecoslovacco
- 19 maggio - Steven Ford, attore statunitense
- 19 maggio - Elio Franzini, filosofo italiano
- 19 maggio - Rachid Harkouk, ex calciatore algerino
- 19 maggio - Vencislav Ink'ov, scacchista bulgaro
- 19 maggio - Hellmut Krug, ex arbitro di calcio tedesco
- 19 maggio - Jayme Monjardim, regista brasiliano
- 19 maggio - Tom Sito, animatore statunitense
- 19 maggio - Jack Thompson, ex giocatore di football americano samoano americano
- 19 maggio - Martyn Ware, musicista, cantante e produttore discografico britannico
- 20 maggio - Boris Akunin, scrittore e iamatologo russo
- 20 maggio - Ingvar Ambjørnsen, scrittore norvegese († 2025)
- 20 maggio - Gerardo Antonazzo, vescovo cattolico italiano
- 20 maggio - Alireza Avayi, politico iraniano
- 20 maggio - Dean Butler, attore e produttore televisivo canadese
- 20 maggio - John C. Carney Jr., politico statunitense
- 20 maggio - Ihor Duhinec, ex discobolo sovietico
- 20 maggio - Pål Jacobsen, ex calciatore norvegese
- 20 maggio - Greg Massialas, ex schermidore e maestro di scherma statunitense
- 20 maggio - Shefiu Mohammed, ex calciatore nigeriano
- 20 maggio - Gonario Nieddu, politico italiano
- 20 maggio - Gerry Peyton, allenatore di calcio e ex calciatore irlandese
- 20 maggio - Nellie Pou, politica statunitense
- 20 maggio - Alessandro Rubino, politico italiano
- 20 maggio - Tomáš Šmíd, ex tennista cecoslovacco
- 20 maggio - Marlene Zuk, biologa statunitense
- 21 maggio - Constantin Dudu Ionescu, politico e ingegnere rumeno
- 21 maggio - Agnes Lum, ex modella statunitense
- 21 maggio - Tassilo Thierbach, pattinatore artistico su ghiaccio tedesco († 2025)
- 21 maggio - Kevin Valentine, batterista statunitense
- 22 maggio - Peter Ali, ex cestista australiano
- 22 maggio - Manfred Brunner, ex sciatore alpino austriaco
- 22 maggio - Al Corley, attore e produttore cinematografico statunitense
- 22 maggio - Ramón Alfredo Dus, arcivescovo cattolico argentino
- 22 maggio - Winfried Klepsch, ex lunghista tedesco
- 22 maggio - Iwo Zaniewski, pittore, fotografo e regista polacco
- 23 maggio - Milton da Cunha Mendonça, calciatore brasiliano († 2019)
- 23 maggio - Guy Desrochers, arcivescovo cattolico canadese
- 23 maggio - Andoni Goikoetxea, allenatore di calcio e ex calciatore spagnolo
- 23 maggio - Andrea Pazienza, fumettista, disegnatore e pittore italiano († 1988)
- 23 maggio - Ursula Plassnik, politica e ambasciatrice austriaca
- 23 maggio - Giacomo Scarpelli, storico della filosofia, sceneggiatore e scrittore italiano
- 23 maggio - Ian Andrew Wallace, ex calciatore scozzese
- 24 maggio - Laura D'Angelo, attrice e coreografa italiana († 2010)
- 24 maggio - Rayni Fox, tennista statunitense
- 24 maggio - Nathalie Griesbeck, politica francese
- 24 maggio - Ramón Ibarra, wrestler messicano
- 24 maggio - Rebecca Kadaga, politica e avvocato ugandese
- 24 maggio - Sean Kelly, dirigente sportivo e ex ciclista su strada irlandese
- 24 maggio - Irena Rajniaková, ex cestista slovacca
- 24 maggio - Doug Rougvie, ex calciatore scozzese
- 24 maggio - Bebo Storti, attore, comico e politico italiano
- 24 maggio - Matthias Strauss, ex cestista tedesco
- 25 maggio - Paul Birch, scrittore e divulgatore scientifico britannico († 2012)
- 25 maggio - Giovanni Bocco, giornalista e scrittore italiano
- 25 maggio - Larry Hogan, politico statunitense
- 25 maggio - Carlos Lavado, pilota motociclistico venezuelano
- 25 maggio - Kevin Martin Lynch, rivoluzionario irlandese († 1981)
- 25 maggio - Helen Terry, cantante inglese
- 26 maggio - Paride Benassai, attore e regista teatrale italiano
- 26 maggio - Riccardo Benucci, enigmista e scrittore italiano
- 26 maggio - Lisa Niemi, attrice e ballerina statunitense
- 26 maggio - Neil Parish, politico britannico
- 26 maggio - Park In-gyu, ex cestista sudcoreano
- 26 maggio - Douglas Preston, scrittore statunitense
- 26 maggio - Paul Put, allenatore di calcio, dirigente sportivo e ex calciatore belga
- 26 maggio - Tony Randel, regista, sceneggiatore e montatore statunitense
- 26 maggio - Ricky Sbragia, allenatore di calcio e ex calciatore scozzese
- 26 maggio - Nenad Stojković, ex calciatore jugoslavo
- 26 maggio - Simon Tahamata, ex calciatore olandese
- 26 maggio - Marco Tura, ex arbitro di calcio e sindacalista sammarinese
- 27 maggio - Jim Cleary, ex calciatore nordirlandese
- 27 maggio - Massimo De Rossi, attore italiano
- 27 maggio - Maria Klaassen, ex cestista olandese
- 27 maggio - Nick Lowery, ex giocatore di football americano tedesco
- 27 maggio - Cathy Priestner, ex pattinatrice di velocità su ghiaccio canadese
- 27 maggio - Giuseppe Tornatore, regista, sceneggiatore e produttore cinematografico italiano
- 27 maggio - Clemens Tönnies, dirigente sportivo e imprenditore tedesco
- 28 maggio - Don Burgess, direttore della fotografia statunitense
- 28 maggio - Jerry Douglas, musicista e produttore discografico statunitense
- 28 maggio - Khaled Mesh'al, politico palestinese
- 28 maggio - Michael Musyoki, ex maratoneta e mezzofondista keniota
- 28 maggio - Viktor Rybakov, ex pugile sovietico
- 28 maggio - Paolo Taggi, autore televisivo, sceneggiatore e giornalista italiano († 2022)
- 28 maggio - John Wells, produttore televisivo, sceneggiatore e regista statunitense
- 29 maggio - Rossella Casini, italiana († 1981)
- 29 maggio - Luca Damiani, scrittore e conduttore radiofonico italiano
- 29 maggio - Bjarni Friðriksson, ex judoka islandese
- 29 maggio - La Toya Jackson, cantautrice, ballerina e ex modella statunitense
- 29 maggio - Filippo Lombardi, politico e giornalista svizzero
- 29 maggio - Blairo Maggi, politico brasiliano
- 29 maggio - Marco Piga, calciatore italiano († 2024)
- 29 maggio - Mario Piga, allenatore di calcio e ex calciatore italiano
- 29 maggio - Wayne Radford, cestista statunitense († 2021)
- 29 maggio - Norbert Reithofer, dirigente d'azienda tedesco
- 29 maggio - Corina Zambrana, ex cestista boliviana
- 30 maggio - Piero Chiambretti, comico, autore televisivo e conduttore televisivo italiano
- 30 maggio - Claudio Cimpanelli, compositore italiano
- 30 maggio - Vittorio Galli, ex giocatore di football americano italiano
- 30 maggio - Tim Lucas, critico cinematografico, scrittore e editore statunitense
- 30 maggio - Piergiorgio Massidda, politico italiano
- 30 maggio - Gene Pyrz, attore canadese († 2014)
- 30 maggio - Aikaterinī Sakellaropoulou, magistrata e politica greca
- 30 maggio - David Sassoli, giornalista, conduttore televisivo e politico italiano († 2022)
- 31 maggio - Billy Ray Bates, ex cestista e allenatore di pallacanestro statunitense
- 31 maggio - Melania De Nichilo Rizzoli, medico, scrittrice e politica italiana
- 31 maggio - Antonio Gómez Cantero, vescovo cattolico spagnolo
- 31 maggio - Armida Miserere, funzionaria italiana († 2003)
- 31 maggio - Yoshiko Sakakibara, attrice, doppiatrice e cantante giapponese
- 31 maggio - Javier Sicilia, scrittore e attivista messicano
- 31 maggio - Saulius Širmelis, allenatore di calcio e ex calciatore lituano
- 31 maggio - Gerd Weber, ex calciatore tedesco orientale